# Lưu Mãi
Lưu Mãi (giản thể: 刘买; phồn thể: 劉买, ?-137 TCN), tức Lương Cung vương (梁恭王 hay 梁共王), là vị tông thất nhà Hán, vua thứ sáu của nước Lương, chư hầu nhà Hán trong lịch sử Trung Quốc.
Lưu Mãi là con trưởng của Lưu Vũ, tức Lương Hiếu vương, vua thứ năm của nước Lương, cháu nội của Hán Văn đế, vua thứ năm của nhà Hán. Mẹ ông là Lý Thái hậu.
Năm 144 TCN, phụ thân Lưu Vũ qua đời. Bác của Lưu Mãi là Hán Cảnh đế chia nước Lương làm năm, phong Lưu Mãi làm Lương vương, còn bốn người em của ông là Lưu Minh làm Tế Xuyên vương, Lưu Bành Li làm Tế Đông vương, Lưu Định làm Sơn Dương vương và Lưu Bất Chí làm Tế Âm vương.
Năm 137 TCN, Lưu Mãi/Lương Cung vương qua đời. Con ông là Lưu Tương lên nối ngôi, tức Lương Bình vương. Người con thứ của ông là Lưu Nhân cũng được phong làm Trương Lương hầu.